# Leptopsammia crassa
Leptopsammia crassa är en korallart som beskrevs av van der Horst 1922. Leptopsammia crassa ingår i släktet Leptopsammia och familjen Dendrophylliidae. Inga underarter finns listade i Catalogue of Life.